# Brayan Rovira
Brayan Andrés Rovira Ferreira (Bosconia, Cesar, Colombia; 2 de diciembre de 1996) es un futbolista colombiano que juega de centrocampista. Su equipo actual es el Deportes Tolima de la Categoría Primera A. 

## Estadísticas
Actualizado de acuerdo al partido jugado el 17 de agosto de 2025.
| Club                         | Div.          | Temporada     | Liga  | Liga  | Liga   | Copas nacionales | Copas nacionales | Copas nacionales | Torneos internacionales | Torneos internacionales | Torneos internacionales | Total | Total | Total  |
| Club                         | Div.          | Temporada     | Part. | Goles | Asist. | Part.            | Goles            | Asist.           | Part.                   | Goles                   | Asist.                  | Part. | Goles | Asist. |
| ---------------------------- | ------------- | ------------- | ----- | ----- | ------ | ---------------- | ---------------- | ---------------- | ----------------------- | ----------------------- | ----------------------- | ----- | ----- | ------ |
| Atlético Nacional · Colombia | 1.ª           | 2015          | 1     | 0     | 0      | —                | —                | —                | —                       | —                       | —                       | 1     | 0     | 0      |
| Atlético Nacional · Colombia | 1.ª           | 2016          | 4     | 0     | 0      | —                | —                | —                | —                       | —                       | —                       | 4     | 0     | 0      |
| Atlético Nacional · Colombia | Total club    | Total club    | 5     | 0     | 0      | -                | -                | -                | -                       | -                       | -                       | 5     | 0     | 0      |
| Envigado FC · Colombia       | 1.ª           | 2016          | 18    | 1     | 1      | 2                | 0                | 0                | —                       | —                       | —                       | 20    | 1     | 1      |
| Envigado FC · Colombia       | 1.ª           | 2017          | 19    | 1     | 0      | 1                | 0                | 0                | —                       | —                       | —                       | 20    | 1     | 0      |
| Envigado FC · Colombia       | Total club    | Total club    | 37    | 2     | 1      | 3                | 0                | 0                | 0                       | 0                       | 0                       | 40    | 2     | 1      |
| Club Llaneros · Colombia     | 1.ª           | 2017          | 14    | 0     | 0      | —                | —                | —                | —                       | —                       | —                       | 14    | 0     | 0      |
| Club Llaneros · Colombia     | 1.ª           | 2018          | 39    | 5     | 4      | 2                | 0                | 0                | —                       | —                       | —                       | 41    | 5     | 4      |
| Club Llaneros · Colombia     | Total club    | Total club    | 53    | 5     | 4      | 2                | 0                | 0                | 0                       | 0                       | 0                       | 55    | 5     | 4      |
| Atlético Nacional · Colombia | 1.ª           | 2019          | 40    | 2     | 2      | 4                | 0                | 0                | 6                       | 0                       | 0                       | 50    | 2     | 2      |
| Atlético Nacional · Colombia | 1.ª           | 2020          | 18    | 1     | 1      | 2                | 0                | 0                | 4                       | 0                       | 0                       | 24    | 1     | 1      |
| Atlético Nacional · Colombia | 1.ª           | 2021          | 43    | 1     | 1      | 8                | 0                | 0                | 8                       | 1                       | 0                       | 59    | 2     | 1      |
| Atlético Nacional · Colombia | Total club    | Total club    | 101   | 4     | 4      | 14               | 0                | 0                | 18                      | 1                       | 0                       | 133   | 5     | 4      |
| Deportes Tolima · Colombia   | 1.ª           | 2022          | 35    | 2     | 1      | 6                | 0                | 1                | 7                       | 0                       | 2                       | 48    | 2     | 4      |
| Deportes Tolima · Colombia   | Total club    | Total club    | 35    | 2     | 1      | 6                | 0                | 1                | 7                       | 0                       | 2                       | 48    | 2     | 4      |
| Universidad Católica · Chile | 1.ª           | 2023          | 21    | 0     | 4      | 5                | 0                | 0                | 1                       | 0                       | 0                       | 27    | 0     | 4      |
| Universidad Católica · Chile | Total club    | Total club    | 21    | 0     | 4      | 5                | 0                | 0                | 1                       | 0                       | 0                       | 27    | 0     | 4      |
| Deportes Tolima · Colombia   | 1.ª           | 2024          | 26    | 0     | 0      | 0                | 0                | 0                | 1                       | 0                       | 0                       | 27    | 0     | 0      |
| Deportes Tolima · Colombia   | 1.ª           | 2025          | 26    | 4     | 5      | 1                | 0                | 0                | 2                       | 0                       | 0                       | 29    | 4     | 5      |
| Deportes Tolima · Colombia   | Total club    | Total club    | 52    | 4     | 5      | 1                | 0                | 0                | 3                       | 0                       | 0                       | 56    | 4     | 5      |
| Total carrera                | Total carrera | Total carrera | 304   | 17    | 19     | 31               | 0                | 1                | 29                      | 1                       | 2                       | 364   | 18    | 22     |
| 1. 2. 3.                     |               |               |       |       |        |                  |                  |                  |                         |                         |                         |       |       |        |

## Palmarés

### Torneos nacionales
| Título                | Club              | País     | Año  |
| --------------------- | ----------------- | -------- | ---- |
| Categoría Primera A   | Atlético Nacional | Colombia | 2015 |
| Superliga de Colombia | Atlético Nacional | Colombia | 2016 |
| Copa Colombia         | Atlético Nacional | Colombia | 2021 |
| Superliga de Colombia | Deportes Tolima   | Colombia | 2022 |

### Torneos internacionales
| Título            | Club              | País     | Año  |
| ----------------- | ----------------- | -------- | ---- |
| Copa Libertadores | Atlético Nacional | Colombia | 2016 |